# Ielena Akhmylovskaïa
Ielena Bronislavovna Akhmylovskaïa ou Akhmylovskaïa-Donaldson (en russe: Елена Брониславовна Ахмыловская) est une  joueuse d'échecs américaine d'origine soviétique née le 11 mars 1957 à Leningrad et morte le 18 novembre 2012 à Seattle. Elle a obtenu le titre de grand maître international féminin en 1977.

## Biographie et carrière
En 1986, Akhmylovskaïa remporte le tournoi des candidates pour le championnat du monde d'échecs féminin, mais perd le match pour le championnat contre Maia Tchibourdanidzé avec 5,5 à 8,5.
À l'Olympiade de Thessalonique (1988)  Achmilovskaja épouse le maître international américain John Donaldson et se dirige vers les États-Unis. Là, elle est championne en 1993 et 1994 pour les femmes. Jusqu'en 1988, elle vit dans la capitale géorgienne Tbilissi. Après son divorce d'avec Donaldson, elle épouse le maître international Georgi Orlov, avec qui elle vit à Seattle à partir de 1990.